# Wang Ping-čchien
Wang Ping-čchien (čínsky pchin-jinem Wáng Bǐngqián, znaky 王丙乾; * červen 1925) je bývalý čínský komunistický politik, státní poradce (1983–1993) a ministr financí (1980–1992), později místopředseda stálého výboru Všečínského shromáždění lidových zástupců (parlamentu, 1993–1998). Byl členem širšího vedení KS Číny jako člen jejího ústředního výboru (1982–1992).

## Život
Wang Ping-čchien se narodil v červnu 1925 v okrese Li v provincii Che-pej. Roku 1939 vstoupil do Komunistické strany Číny.
Po založení Čínské lidové republiky roku 1949 pracoval na ministerstvu financí, v 60. let řídil rozpočtový odbor ministerstva. Během kulturní revoluce byl kritizován a musel opustit úřad. Roku 1972 se vrátil a od roku 1973 byl náměstkem ministra financí. V srpnu 1980 byl jmenován ministrem financí. Na XII. sjezdu KS Číny v září 1982 byl zvolen členem ústředního výboru (znovuzvolen na XIII. sjezdu v listopadu 1987). V červnu 1983 byl v nové vládě jmenován státním poradcem a potvrzen ministrem financí, stejné funkce zaujal i v následující vládě jmenované v dubnu 1988.
V září 1992 ho na ministerstvu financí nahradil Liou Čung-li, na XIV. sjezdu KS Číny odešel z ústředního výboru a v březnu 1993 s uplynutím funkčního období opustil i zbývající vládní funkci, státního poradce. Náhradou byl zvolen místopředsedou stálého výboru Všečínského shromáždění lidových zástupců (parlamentu), místopředsedou parlamentu zůstal jedno funkční období, do března 1998. Poté odešel z politiky.